# UFC Fight Night: Poirier vs. Johnson
UFC Fight Night: Poirier vs. Johnson è stato un evento di arti marziali miste tenuto dalla Ultimate Fighting Championship svolto il 17 settembre 2016 al State Farm Arena di Hidalgo, Stati Uniti.

## Retroscena
Dopo molti eventi organizzati in Texas, questo è stato il primo a tenersi nella città di Hidalgo.
Nel main event della card si affrontarono, nella categoria dei pesi leggeri, Dustin Poirier e Michael Johnson.
Manvel Gamburyan avrebbe dovuto affrontare Alejandro Pérez, ma venne rimosso dalla card a metà agosto per problemi personali. Al suo posto fu inserito Albert Morales.
Abel Trujillo doveva vedersela con Evan Dunham. Tuttavia, Trujillo fu costretto a rinunciare al match il 5 settembre per infortunio. Come suo sostituto venne scelto l'ex campione dei pesi piuma WSOF Rick Glenn.

## Risultati
|                                   | Divisione                      |                                |                                |                                | Metodo                                      | Round                          | Tempo                          | Premio                         |
| Card Principale (Fox Sports 1)    | Card Principale (Fox Sports 1) | Card Principale (Fox Sports 1) | Card Principale (Fox Sports 1) | Card Principale (Fox Sports 1) | Card Principale (Fox Sports 1)              | Card Principale (Fox Sports 1) | Card Principale (Fox Sports 1) | Card Principale (Fox Sports 1) |
| --------------------------------- | ------------------------------ | ------------------------------ | ------------------------------ | ------------------------------ | ------------------------------------------- | ------------------------------ | ------------------------------ | ------------------------------ |
|                                   | Pesi Leggeri                   | Michael Johnson                | batte                          | Dustin Poirier                 | KO (pugni)                                  | 1                              | 1:35                           | POTN                           |
|                                   | Pesi Medi                      | Derek Brunson                  | batte                          | Uriah Hall                     | KO Tecnico (pugni)                          | 1                              | 1:41                           |                                |
|                                   | Pesi Leggeri                   | Evan Dunham                    | batte                          | Rick Glenn                     | Decisione unanime (30-27, 30-27, 30-27)     | 3                              | 5:00                           | FOTN                           |
|                                   | Pesi Welter                    | Roan Carneiro                  | batte                          | Kenny Roberts                  | Decisione non unanime (28-29, 30-27, 29-28) | 3                              | 5:00                           |                                |
|                                   | Pesi Leggeri                   | Islam Machačev                 | batte                          | Chris Wade                     | Decisione unanime (29-28, 29-28, 29-28)     | 3                              | 5:00                           |                                |
|                                   | Pesi Piuma                     | Chas Skelly                    | batte                          | Máximo Blanco                  | Sottomissione tecnica (anaconda choke)      | 1                              | 0:19                           | POTN                           |
| Card Preliminare (Fox Sports 1)   |                                |                                |                                |                                |                                             |                                |                                |                                |
|                                   | Pesi Piuma                     | Gabriel Benítez                | batte                          | Sam Sicilia                    | Sottomissione tecnica (ghigliottina)        | 2                              | 1:20                           |                                |
|                                   | Pesi Welter                    | Belal Muhammad                 | batte                          | Augusto Montano                | KO Tecnico (pugni)                          | 3                              | 4:19                           |                                |
|                                   | Pesi Medi                      | Antonio Carlos Junior          | batte                          | Leonardo Augusto Guimaraes     | Sottomissione (rear-naked choke)            | 3                              | 4:46                           |                                |
|                                   | Pesi Gallo                     | José Alberto Quiñonez          | batte                          | Joey Gomez                     | Decisione unanime (29-28, 30-27, 30-27)     | 3                              | 5:00                           |                                |
| Card Preliminare (UFC Fight Pass) |                                |                                |                                |                                |                                             |                                |                                |                                |
|                                   | Pesi Welter                    | Randy Brown                    | batte                          | Erick Montano                  | Sottomissione (anaconda choke)              | 3                              | 0:18                           |                                |
|                                   | Pesi Gallo                     | Alejandro Pérez                | contro                         | Albert Morales                 | Parità di maggioranza (29-27, 28-28, 28-28) | 3                              | 5:00                           |                                |

- Junior venne penalizzato con la detrazione di 1 punto per una ginocchiata illegale
- Pérez venne penalizzato con la detrazione di 1 punto per aver colpito Morales dopo la fine del round

## Premi
I lottatori premiati ricevettero un bonus di 50.000 dollari.
Legenda:
- FOTN: Fight of the Night (vengono premiati entrambi gli atleti per il miglior incontro dell'evento)
- POTN: Performance of the Night (viene premiato il vincitore per la migliore performance dell'evento)

## Incontri Annullati
|  | Divisione    |                  |        |                 | Motivo                            |
|  | ------------ | ---------------- | ------ | --------------- | --------------------------------- |
|  | Pesi Gallo   | Manvel Gamburyan | contro | Alejandro Pérez | Gamburyan ebbe problemi personali |
|  | Pesi Leggeri | Abel Trujillo    | contro | Evan Dunham     | Trujillo subì un infortunio       |